# Colusa
Colusa település az Amerikai Egyesült Államok Kalifornia államában, Colusa megyében, melynek megyeszékhelye is. Lakosainak száma 6411 fő (2020. április 1.).

## Népesség
A település népességének változása:

| 2010 | 5 971 |
| 2020 | 6 411 |